# Gent-Wevelgem for kvinder 2021
Gent-Wevelgem for kvinder 2021 var den 10. udgave af det belgiske cykelløb Gent-Wevelgem for kvinder. Det 141,75 km lange linjeløb blev kørt den 28. marts 2021 med start i Ieper og mål i Wevelgem i Vestflandern. Løbet var femte arrangement på UCI Women's World Tour 2021.
Den hollandske veteran Marianne Vos fra Team Jumbo-Visma vandt løbet efter en massespurt. På de næste to pladser kom de belgiske og tyske mestre, Lotte Kopecky og Lisa Brennauer.

## Resultat
| \| Samlede stilling \| Samlede stilling \| Samlede stilling \| Samlede stilling \| Samlede stilling \| \| Rytter \| Rytter \| Hold \| Tid \| \| \| ---------------- \| ----------------- \| ---------------------------------- \| ---------------- \| ---------------- \| \| 1. \| Marianne Vos \| Jumbo-Visma Women Team \| 3t 45' 08" \| \| \| 2. \| Lotte Kopecky \| Liv Racing \| + 0" \| \| \| 3. \| Lisa Brennauer \| Ceratizit-WNT Pro Cycling \| + 0" \| \| \| 4. \| Elisa Balsamo \| Valcar-Travel & Service \| + 0" \| \| \| 5. \| Marta Bastianelli \| Alé BTC Ljubljana \| + 0" \| \| \| 6. \| Emilia Fahlin \| FDJ-Nouvelle Aquitaine-Futuroscope \| + 0" \| \| \| 7. \| Kristen Faulkner \| Tibco-Silicon Valley Bank \| + 0" \| \| \| 8. \| Sarah Roy \| Team BikeExchange \| + 0" \| \| \| 9. \| Emma Norsgaard \| Movistar Team \| + 0" \| \| \| 10. \| Lauren Stephens \| Tibco-Silicon Valley Bank \| + 0" \| \| |                   |                                    |            |
| |                   |                                    |            |
| Kilde: ProCyclingStats |                   |                                    |            |
| Samlede stilling |                   |                                    |            |
| Rytter | Rytter            | Hold                               | Tid        |
| 1. | Marianne Vos      | Jumbo-Visma Women Team             | 3t 45' 08" |
| 2. | Lotte Kopecky     | Liv Racing                         | + 0"       |
| 3. | Lisa Brennauer    | Ceratizit-WNT Pro Cycling          | + 0"       |
| 4. | Elisa Balsamo     | Valcar-Travel & Service            | + 0"       |
| 5. | Marta Bastianelli | Alé BTC Ljubljana                  | + 0"       |
| 6. | Emilia Fahlin     | FDJ-Nouvelle Aquitaine-Futuroscope | + 0"       |
| 7. | Kristen Faulkner  | Tibco-Silicon Valley Bank          | + 0"       |
| 8. | Sarah Roy         | Team BikeExchange                  | + 0"       |
| 9. | Emma Norsgaard    | Movistar Team                      | + 0"       |
| 10. | Lauren Stephens   | Tibco-Silicon Valley Bank          | + 0"       |

## Hold og ryttere
| UCI Women's WorldTeams (9)- Alé BTC Ljubljana - Team BikeExchange - Canyon-SRAM Racing - Team DSM - FDJ-Nouvelle Aquitaine-Futuroscope - Liv Racing - Movistar Team - SD Worx - Trek-Segafredo UCI Women's Kontinentalhold (15)- A.R. Monex - Bingoal Casino-Chevalmeire - Ceratizit-WNT Pro Cycling - Cogeas-Mettler-Look Pro Cycling Team - Hitec Products - Doltcini-Van Eyck Sport-Proximus - Drops-Le col - Jumbo-Visma - Lotto Soudal Ladies - Multum Accountants - NXTG Racing - Parkhotel Valkenburg - Plantur-Pura - Rupelcleaning-Champion lubricants - Valcar-Travel & Service |
| |

### Danske ryttere
| Danske ryttere på startlisten |                          |                                    |           |
| Rygnummer                     | Rytter                   | Hold                               | Placering |
| 46                            | Cecilie Uttrup Ludwig    | FDJ-Nouvelle Aquitaine-Futuroscope | 36        |
| 51                            | Emma Norsgaard Jørgensen | Movistar Team                      | 9         |
| 82                            | Amalie Dideriksen        | Trek-Segafredo                     | 109       |
| 104                           | Julie Leth               | Ceratizit-WNT Pro Cycling          | 71        |

* DNF = gennemførte ikke

### Startliste
| SD Worx SDW | SD Worx SDW                        | SD Worx SDW |
| ----------- | ---------------------------------- | ----------- |
| Nr.         | Rytter                             | Placering   |
| 1           | Jolien D'Hoore (BEL)               | 64.         |
| 2           | Elena Cecchini (ITA)               | 31.         |
| 3           | Roxane Fournier (FRA)              | 32.         |
| 4           | Christine Majerus (LUX) (landevej) | 24.         |
| 5           | Amy Pieters (NED)                  | 11.         |
| 6           | Lonneke Uneken (NED)               | DNF         |

| Liv Racing LIV | Liv Racing LIV                 | Liv Racing LIV |
| -------------- | ------------------------------ | -------------- |
| Nr.            | Rytter                         | Placering      |
| 11             | Lotte Kopecky (BEL) (landevej) | 2.             |
| 12             | Evy Kuijpers (NED)             | 93.            |
| 13             | Alison Jackson (CAN)           | 47.            |
| 14             | Sofia Bertizzolo (ITA)         | DNF            |
| 15             | Jeanne Korevaar (NED)          | 29.            |
| 16             | Soraya Paladin (ITA)           | 35.            |

| Alé BTC Ljubljana ALE | Alé BTC Ljubljana ALE   | Alé BTC Ljubljana ALE |
| --------------------- | ----------------------- | --------------------- |
| Nr.                   | Rytter                  | Placering             |
| 21                    | Marta Bastianelli (ITA) | 5.                    |
| 22                    | Eugenia Bujak (SLO)     | 23.                   |
| 23                    | Sophie Wright (GBR)     | DNF                   |
| 24                    | Marlen Reusser (SUI)    | 13.                   |
| 25                    | Anna Trevisi (ITA)      | DNF                   |
| 26                    | Tatiana Guderzo (ITA)   | 81.                   |

| Canyon-SRAM Racing CSR | Canyon-SRAM Racing CSR         | Canyon-SRAM Racing CSR |
| ---------------------- | ------------------------------ | ---------------------- |
| Nr.                    | Rytter                         | Placering              |
| 31                     | Alena Amjaljusik (BLR)         | 85.                    |
| 32                     | Tiffany Cromwell (AUS)         | 27.                    |
| 33                     | Hannah Barnes (GBR)            | 18.                    |
| 34                     | Elise Chabbey (SUI) (landevej) | 25.                    |
| 35                     | Lisa Klein (GER)               | 44.                    |
| 36                     | Katarzyna Niewiadoma (POL)     | 37.                    |

| FDJ-Nouvelle Aquitaine-Futuroscope FDJ | FDJ-Nouvelle Aquitaine-Futuroscope FDJ | FDJ-Nouvelle Aquitaine-Futuroscope FDJ |
| -------------------------------------- | -------------------------------------- | -------------------------------------- |
| Nr.                                    | Rytter                                 | Placering                              |
| 41                                     | Stine Borgli (NOR)                     | 50.                                    |
| 42                                     | Marta Cavalli (ITA)                    | 26.                                    |
| 43                                     | Eugénie Duval (FRA)                    | 63.                                    |
| 44                                     | Emilia Fahlin (SWE)                    | 6.                                     |
| 45                                     | Maëlle Grossetête (FRA)                | 75.                                    |
| 46                                     | Cecilie Uttrup Ludwig (DEN)            | 36.                                    |

| Movistar Team MOV | Movistar Team MOV               | Movistar Team MOV |
| ----------------- | ------------------------------- | ----------------- |
| Nr.               | Rytter                          | Placering         |
| 51                | Emma Norsgaard (DEN) (landevej) | 9.                |
| 52                | Jelena Erić (SRB)               | 94.               |
| 53                | Alicia González Blanco (ESP)    | 111.              |
| 54                | Barbara Guarischi (ITA)         | 84.               |
| 55                | Gloria Rodríguez (ESP)          | 97.               |
| 56                | Aude Biannic (FRA)              | 87.               |

| Team BikeExchange BEX | Team BikeExchange BEX      | Team BikeExchange BEX |
| --------------------- | -------------------------- | --------------------- |
| Nr.                   | Rytter                     | Placering             |
| 61                    | Moniek Tenniglo (NED)      | 110.                  |
| 62                    | Grace Brown (AUS)          | 22.                   |
| 63                    | Teniel Campbell (TTO)      | 96.                   |
| 64                    | Arianna Fidanza (ITA)      | 56.                   |
| 65                    | Jessica Roberts (GBR)      | DNF                   |
| 66                    | Sarah Roy (AUS) (landevej) | 8.                    |

| Team DSM DSM | Team DSM DSM           | Team DSM DSM |
| ------------ | ---------------------- | ------------ |
| Nr.          | Rytter                 | Placering    |
| 71           | Lorena Wiebes (NED)    | 62.          |
| 72           | Leah Kirchmann (CAN)   | 92.          |
| 73           | Franziska Koch (GER)   | 49.          |
| 74           | Liane Lippert (GER)    | 12.          |
| 75           | Floortje Mackaij (NED) | 19.          |
| 76           | Susanne Andersen (NOR) | 98.          |

| Trek-Segafredo TFS | Trek-Segafredo TFS                    | Trek-Segafredo TFS |
| ------------------ | ------------------------------------- | ------------------ |
| Nr.                | Rytter                                | Placering          |
| 81                 | Elisa Longo Borghini (ITA) (landevej) | 33.                |
| 82                 | Amalie Dideriksen (DEN)               | 109.               |
| 83                 | Lizzie Deignan (GBR)                  | 17.                |
| 84                 | Ellen van Dijk (NED)                  | 20.                |
| 85                 | Ruth Winder (USA)                     | 34.                |
| 86                 | Chloe Hosking (AUS)                   | DNF                |

| Bingoal-Chevalmeire CCT | Bingoal-Chevalmeire CCT   | Bingoal-Chevalmeire CCT |
| ----------------------- | ------------------------- | ----------------------- |
| Nr.                     | Rytter                    | Placering               |
| 91                      | Rozanne Slik (NED)        | DNF                     |
| 92                      | Demi de Jong (NED)        | DNF                     |
| 93                      | Thalita de Jong (NED)     | 21.                     |
| 94                      | Lenny Druyts (BEL)        | DNF                     |
| 95                      | Kelly Van den Steen (BEL) | 95.                     |
| 96                      | Natalie van Gogh (NED)    | 100.                    |

| Ceratizit-WNT Pro Cycling WNT | Ceratizit-WNT Pro Cycling WNT   | Ceratizit-WNT Pro Cycling WNT |
| ----------------------------- | ------------------------------- | ----------------------------- |
| Nr.                           | Rytter                          | Placering                     |
| 101                           | Kirsten Wild (NED)              | 43.                           |
| 102                           | Maria Giulia Confalonieri (ITA) | 38.                           |
| 103                           | Marta Lach (POL) (landevej)     | 48.                           |
| 104                           | Julie Leth (DEN)                | 71.                           |
| 105                           | Sarah Rijkes (AUT)              | DNF                           |
| 106                           | Lisa Brennauer (GER) (landevej) | 3.                            |

| Plantur-Pura PLP | Plantur-Pura PLP                 | Plantur-Pura PLP |
| ---------------- | -------------------------------- | ---------------- |
| Nr.              | Rytter                           | Placering        |
| 111              | Ceylin del Carmen Alvarado (NED) | 65.              |
| 112              | Manon Bakker (NED)               | 69.              |
| 113              | Sanne Cant (BEL)                 | 89.              |
| 114              | Yara Kastelijn (NED)             | 30.              |
| 115              | Laura Süßemilch (GER)            | 103.             |
| 116              | Inge van der Heijden (NED)       | DNF              |

| Doltcini-Van Eyck-Proximus DVE | Doltcini-Van Eyck-Proximus DVE         | Doltcini-Van Eyck-Proximus DVE |
| ------------------------------ | -------------------------------------- | ------------------------------ |
| Nr.                            | Rytter                                 | Placering                      |
| 121                            | Marieke de Groot (NED)                 | DNF                            |
| 122                            | Fien Van Eynde (BEL)                   | 91.                            |
| 123                            | Christina Schweinberger (AUT)          | 86.                            |
| 124                            | Kathrin Schweinberger (AUT) (landevej) | 52.                            |
| 125                            | Nicole Steigenga (NED)                 | 57.                            |
| 126                            | Bryony van Velzen (NED)                | DNF                            |

| Drops-Le Col DRP | Drops-Le Col DRP              | Drops-Le Col DRP |
| ---------------- | ----------------------------- | ---------------- |
| Nr.              | Rytter                        | Placering        |
| 131              | Dani Christmas (GBR)          | DNF              |
| 132              | María Martins (POR)           | 53.              |
| 133              | Emilie Moberg (NOR)           | 101.             |
| 134              | Sara Penton (SWE)             | 80.              |
| 135              | Marjolein van 't Geloof (NED) | DNF              |
| 136              | Maike van der Duin (NED)      | 45.              |

| Coop-Hitec Products HPU | Coop-Hitec Products HPU  | Coop-Hitec Products HPU |
| ----------------------- | ------------------------ | ----------------------- |
| Nr.                     | Rytter                   | Placering               |
| 141                     | Caroline Andersson (SWE) | DNF                     |
| 142                     | Ingvild Gåskjenn (NOR)   | DNF                     |
| 143                     | Martine Gjøs (NOR)       | DNF                     |
| 144                     | Mieke Kröger (GER)       | 107.                    |
| 145                     | Ann Helen Olsen (NOR)    | DNF                     |
| 146                     | Amalie Lutro (NOR)       | 54.                     |

| Jumbo-Visma Women Team TJV | Jumbo-Visma Women Team TJV | Jumbo-Visma Women Team TJV |
| -------------------------- | -------------------------- | -------------------------- |
| Nr.                        | Rytter                     | Placering                  |
| 151                        | Marianne Vos (NED)         | 1.                         |
| 152                        | Romy Kasper (GER)          | 39.                        |
| 153                        | Riejanne Markus (NED)      | 68.                        |
| 154                        | Karlijn Swinkels (NED)     | 72.                        |
| 155                        | Nancy Van Der Burg (NED)   | 40.                        |
| 156                        | Anna Henderson (GBR)       | 42.                        |

| Lotto Soudal Ladies LSL | Lotto Soudal Ladies LSL  | Lotto Soudal Ladies LSL |
| ----------------------- | ------------------------ | ----------------------- |
| Nr.                     | Rytter                   | Placering               |
| 162                     | Alana Castrique (BEL)    | DNF                     |
| 163                     | Hanna Nilsson (SWE)      | 78.                     |
| 164                     | Abby-Mae Parkinson (GBR) | DNF                     |
| 165                     | Anna Plichta (POL)       | 79.                     |
| 166                     | Jesse Vandenbulcke (BEL) | 46.                     |

| Multum Accountants MUL | Multum Accountants MUL  | Multum Accountants MUL |
| ---------------------- | ----------------------- | ---------------------- |
| Nr.                    | Rytter                  | Placering              |
| 171                    | Anna Badegruber (AUT)   | DNF                    |
| 172                    | Marijke de Smedt (BEL)  | 102.                   |
| 173                    | Fien Delbaere (BEL)     | 58.                    |
| 174                    | Ann-Sophie Duyck (BEL)  | 66.                    |
| 175                    | Céline van Houtum (NED) | 108.                   |
| 176                    | Kylie Waterreus (NED)   | 59.                    |

| NXTG Racing NXG | NXTG Racing NXG       | NXTG Racing NXG |
| --------------- | --------------------- | --------------- |
| Nr.             | Rytter                | Placering       |
| 181             | Mylène de Zoete (NED) | 105.            |
| 182             | Julia Borgström (SWE) | DNF             |
| 183             | Amelia Sharpe (GBR)   | 76.             |
| 184             | Catalina Soto (CHI)   | 51.             |
| 185             | Charlotte Kool (NED)  | DNF             |
| 186             | Emily Wadsworth (GBR) | 104.            |

| Parkhotel Valkenburg PHV | Parkhotel Valkenburg PHV  | Parkhotel Valkenburg PHV |
| ------------------------ | ------------------------- | ------------------------ |
| Nr.                      | Rytter                    | Placering                |
| 191                      | Mischa Bredewold (NED)    | 88.                      |
| 192                      | Nina Buysman (NED)        | 73.                      |
| 193                      | Femke Gerritse (NED)      | 74.                      |
| 194                      | Lieke Nooijen (NED)       | 61.                      |
| 195                      | Marit Raaijmakers (NED)   | 70.                      |
| 196                      | Amber van der Hulst (NED) | DNF                      |

| Rupelcleaning-Champion lubricants RUP | Rupelcleaning-Champion lubricants RUP | Rupelcleaning-Champion lubricants RUP |
| ------------------------------------- | ------------------------------------- | ------------------------------------- |
| Nr.                                   | Rytter                                | Placering                             |
| 201                                   | Svenja Betz (GER)                     | DNF                                   |
| 202                                   | Antonia Gröndahl (FIN)                | DNF                                   |
| 203                                   | Isabelle Beckers (BEL)                | DNF                                   |
| 204                                   | Mia Griffin (IRL)                     | DNF                                   |
| 205                                   | Alice Sharpe (IRL)                    | DNF                                   |
| 206                                   | Sara Van de Vel (BEL)                 | 67.                                   |

| Tibco-Silicon Valley Bank TIB | Tibco-Silicon Valley Bank TIB | Tibco-Silicon Valley Bank TIB |
| ----------------------------- | ----------------------------- | ----------------------------- |
| Nr.                           | Rytter                        | Placering                     |
| 211                           | Eva Buurman (NED)             | 60.                           |
| 212                           | Sarah Gigante (AUS)           | 41.                           |
| 213                           | Tanja Erath (GER)             | 99.                           |
| 214                           | Kristen Faulkner (USA)        | 7.                            |
| 215                           | Nina Kessler (NED)            | 90.                           |
| 216                           | Lauren Stephens (USA)         | 10.                           |

| Valcar-Travel & Service VAL | Valcar-Travel & Service VAL | Valcar-Travel & Service VAL |
| --------------------------- | --------------------------- | --------------------------- |
| Nr.                         | Rytter                      | Placering                   |
| 221                         | Elisa Balsamo (ITA)         | 4.                          |
| 222                         | Chiara Consonni (ITA)       | 77.                         |
| 223                         | Vittoria Guazzini (ITA)     | 28.                         |
| 224                         | Silvia Persico (ITA)        | 82.                         |
| 225                         | Eleonora Gasparrini (ITA)   | DNF                         |
| 226                         | Ilaria Sanguineti (ITA)     | 83.                         |

| A.R. Monex Women's ASA | A.R. Monex Women's ASA        | A.R. Monex Women's ASA |
| ---------------------- | ----------------------------- | ---------------------- |
| Nr.                    | Rytter                        | Placering              |
| 231                    | Marija Novolodskaja (RUS)     | 16.                    |
| 232                    | Katia Ragusa (ITA)            | 14.                    |
| 233                    | Lizbeth Salazar (MEX)         | 55.                    |
| 234                    | Arlenis Sierra (CUB)          | 15.                    |
| 235                    | Maria Vittoria Sperotto (ITA) | 106.                   |
| 236                    | Jade Teolis (FRA)             | DNF                    |

| SD Worx SDW | SD Worx SDW                        | SD Worx SDW |
| ----------- | ---------------------------------- | ----------- |
| Nr.         | Rytter                             | Placering   |
| 1           | Jolien D'Hoore (BEL)               | 64.         |
| 2           | Elena Cecchini (ITA)               | 31.         |
| 3           | Roxane Fournier (FRA)              | 32.         |
| 4           | Christine Majerus (LUX) (landevej) | 24.         |
| 5           | Amy Pieters (NED)                  | 11.         |
| 6           | Lonneke Uneken (NED)               | DNF         |

| Liv Racing LIV | Liv Racing LIV                 | Liv Racing LIV |
| -------------- | ------------------------------ | -------------- |
| Nr.            | Rytter                         | Placering      |
| 11             | Lotte Kopecky (BEL) (landevej) | 2.             |
| 12             | Evy Kuijpers (NED)             | 93.            |
| 13             | Alison Jackson (CAN)           | 47.            |
| 14             | Sofia Bertizzolo (ITA)         | DNF            |
| 15             | Jeanne Korevaar (NED)          | 29.            |
| 16             | Soraya Paladin (ITA)           | 35.            |

| Alé BTC Ljubljana ALE | Alé BTC Ljubljana ALE   | Alé BTC Ljubljana ALE |
| --------------------- | ----------------------- | --------------------- |
| Nr.                   | Rytter                  | Placering             |
| 21                    | Marta Bastianelli (ITA) | 5.                    |
| 22                    | Eugenia Bujak (SLO)     | 23.                   |
| 23                    | Sophie Wright (GBR)     | DNF                   |
| 24                    | Marlen Reusser (SUI)    | 13.                   |
| 25                    | Anna Trevisi (ITA)      | DNF                   |
| 26                    | Tatiana Guderzo (ITA)   | 81.                   |

| Canyon-SRAM Racing CSR | Canyon-SRAM Racing CSR         | Canyon-SRAM Racing CSR |
| ---------------------- | ------------------------------ | ---------------------- |
| Nr.                    | Rytter                         | Placering              |
| 31                     | Alena Amjaljusik (BLR)         | 85.                    |
| 32                     | Tiffany Cromwell (AUS)         | 27.                    |
| 33                     | Hannah Barnes (GBR)            | 18.                    |
| 34                     | Elise Chabbey (SUI) (landevej) | 25.                    |
| 35                     | Lisa Klein (GER)               | 44.                    |
| 36                     | Katarzyna Niewiadoma (POL)     | 37.                    |

| FDJ-Nouvelle Aquitaine-Futuroscope FDJ | FDJ-Nouvelle Aquitaine-Futuroscope FDJ | FDJ-Nouvelle Aquitaine-Futuroscope FDJ |
| -------------------------------------- | -------------------------------------- | -------------------------------------- |
| Nr.                                    | Rytter                                 | Placering                              |
| 41                                     | Stine Borgli (NOR)                     | 50.                                    |
| 42                                     | Marta Cavalli (ITA)                    | 26.                                    |
| 43                                     | Eugénie Duval (FRA)                    | 63.                                    |
| 44                                     | Emilia Fahlin (SWE)                    | 6.                                     |
| 45                                     | Maëlle Grossetête (FRA)                | 75.                                    |
| 46                                     | Cecilie Uttrup Ludwig (DEN)            | 36.                                    |

| Movistar Team MOV | Movistar Team MOV               | Movistar Team MOV |
| ----------------- | ------------------------------- | ----------------- |
| Nr.               | Rytter                          | Placering         |
| 51                | Emma Norsgaard (DEN) (landevej) | 9.                |
| 52                | Jelena Erić (SRB)               | 94.               |
| 53                | Alicia González Blanco (ESP)    | 111.              |
| 54                | Barbara Guarischi (ITA)         | 84.               |
| 55                | Gloria Rodríguez (ESP)          | 97.               |
| 56                | Aude Biannic (FRA)              | 87.               |

| Team BikeExchange BEX | Team BikeExchange BEX      | Team BikeExchange BEX |
| --------------------- | -------------------------- | --------------------- |
| Nr.                   | Rytter                     | Placering             |
| 61                    | Moniek Tenniglo (NED)      | 110.                  |
| 62                    | Grace Brown (AUS)          | 22.                   |
| 63                    | Teniel Campbell (TTO)      | 96.                   |
| 64                    | Arianna Fidanza (ITA)      | 56.                   |
| 65                    | Jessica Roberts (GBR)      | DNF                   |
| 66                    | Sarah Roy (AUS) (landevej) | 8.                    |

| Team DSM DSM | Team DSM DSM           | Team DSM DSM |
| ------------ | ---------------------- | ------------ |
| Nr.          | Rytter                 | Placering    |
| 71           | Lorena Wiebes (NED)    | 62.          |
| 72           | Leah Kirchmann (CAN)   | 92.          |
| 73           | Franziska Koch (GER)   | 49.          |
| 74           | Liane Lippert (GER)    | 12.          |
| 75           | Floortje Mackaij (NED) | 19.          |
| 76           | Susanne Andersen (NOR) | 98.          |

| Trek-Segafredo TFS | Trek-Segafredo TFS                    | Trek-Segafredo TFS |
| ------------------ | ------------------------------------- | ------------------ |
| Nr.                | Rytter                                | Placering          |
| 81                 | Elisa Longo Borghini (ITA) (landevej) | 33.                |
| 82                 | Amalie Dideriksen (DEN)               | 109.               |
| 83                 | Lizzie Deignan (GBR)                  | 17.                |
| 84                 | Ellen van Dijk (NED)                  | 20.                |
| 85                 | Ruth Winder (USA)                     | 34.                |
| 86                 | Chloe Hosking (AUS)                   | DNF                |

| Bingoal-Chevalmeire CCT | Bingoal-Chevalmeire CCT   | Bingoal-Chevalmeire CCT |
| ----------------------- | ------------------------- | ----------------------- |
| Nr.                     | Rytter                    | Placering               |
| 91                      | Rozanne Slik (NED)        | DNF                     |
| 92                      | Demi de Jong (NED)        | DNF                     |
| 93                      | Thalita de Jong (NED)     | 21.                     |
| 94                      | Lenny Druyts (BEL)        | DNF                     |
| 95                      | Kelly Van den Steen (BEL) | 95.                     |
| 96                      | Natalie van Gogh (NED)    | 100.                    |

| Ceratizit-WNT Pro Cycling WNT | Ceratizit-WNT Pro Cycling WNT   | Ceratizit-WNT Pro Cycling WNT |
| ----------------------------- | ------------------------------- | ----------------------------- |
| Nr.                           | Rytter                          | Placering                     |
| 101                           | Kirsten Wild (NED)              | 43.                           |
| 102                           | Maria Giulia Confalonieri (ITA) | 38.                           |
| 103                           | Marta Lach (POL) (landevej)     | 48.                           |
| 104                           | Julie Leth (DEN)                | 71.                           |
| 105                           | Sarah Rijkes (AUT)              | DNF                           |
| 106                           | Lisa Brennauer (GER) (landevej) | 3.                            |

| Plantur-Pura PLP | Plantur-Pura PLP                 | Plantur-Pura PLP |
| ---------------- | -------------------------------- | ---------------- |
| Nr.              | Rytter                           | Placering        |
| 111              | Ceylin del Carmen Alvarado (NED) | 65.              |
| 112              | Manon Bakker (NED)               | 69.              |
| 113              | Sanne Cant (BEL)                 | 89.              |
| 114              | Yara Kastelijn (NED)             | 30.              |
| 115              | Laura Süßemilch (GER)            | 103.             |
| 116              | Inge van der Heijden (NED)       | DNF              |

| Doltcini-Van Eyck-Proximus DVE | Doltcini-Van Eyck-Proximus DVE         | Doltcini-Van Eyck-Proximus DVE |
| ------------------------------ | -------------------------------------- | ------------------------------ |
| Nr.                            | Rytter                                 | Placering                      |
| 121                            | Marieke de Groot (NED)                 | DNF                            |
| 122                            | Fien Van Eynde (BEL)                   | 91.                            |
| 123                            | Christina Schweinberger (AUT)          | 86.                            |
| 124                            | Kathrin Schweinberger (AUT) (landevej) | 52.                            |
| 125                            | Nicole Steigenga (NED)                 | 57.                            |
| 126                            | Bryony van Velzen (NED)                | DNF                            |

| Drops-Le Col DRP | Drops-Le Col DRP              | Drops-Le Col DRP |
| ---------------- | ----------------------------- | ---------------- |
| Nr.              | Rytter                        | Placering        |
| 131              | Dani Christmas (GBR)          | DNF              |
| 132              | María Martins (POR)           | 53.              |
| 133              | Emilie Moberg (NOR)           | 101.             |
| 134              | Sara Penton (SWE)             | 80.              |
| 135              | Marjolein van 't Geloof (NED) | DNF              |
| 136              | Maike van der Duin (NED)      | 45.              |

| Coop-Hitec Products HPU | Coop-Hitec Products HPU  | Coop-Hitec Products HPU |
| ----------------------- | ------------------------ | ----------------------- |
| Nr.                     | Rytter                   | Placering               |
| 141                     | Caroline Andersson (SWE) | DNF                     |
| 142                     | Ingvild Gåskjenn (NOR)   | DNF                     |
| 143                     | Martine Gjøs (NOR)       | DNF                     |
| 144                     | Mieke Kröger (GER)       | 107.                    |
| 145                     | Ann Helen Olsen (NOR)    | DNF                     |
| 146                     | Amalie Lutro (NOR)       | 54.                     |

| Jumbo-Visma Women Team TJV | Jumbo-Visma Women Team TJV | Jumbo-Visma Women Team TJV |
| -------------------------- | -------------------------- | -------------------------- |
| Nr.                        | Rytter                     | Placering                  |
| 151                        | Marianne Vos (NED)         | 1.                         |
| 152                        | Romy Kasper (GER)          | 39.                        |
| 153                        | Riejanne Markus (NED)      | 68.                        |
| 154                        | Karlijn Swinkels (NED)     | 72.                        |
| 155                        | Nancy Van Der Burg (NED)   | 40.                        |
| 156                        | Anna Henderson (GBR)       | 42.                        |

| Lotto Soudal Ladies LSL | Lotto Soudal Ladies LSL  | Lotto Soudal Ladies LSL |
| ----------------------- | ------------------------ | ----------------------- |
| Nr.                     | Rytter                   | Placering               |
| 162                     | Alana Castrique (BEL)    | DNF                     |
| 163                     | Hanna Nilsson (SWE)      | 78.                     |
| 164                     | Abby-Mae Parkinson (GBR) | DNF                     |
| 165                     | Anna Plichta (POL)       | 79.                     |
| 166                     | Jesse Vandenbulcke (BEL) | 46.                     |

| Multum Accountants MUL | Multum Accountants MUL  | Multum Accountants MUL |
| ---------------------- | ----------------------- | ---------------------- |
| Nr.                    | Rytter                  | Placering              |
| 171                    | Anna Badegruber (AUT)   | DNF                    |
| 172                    | Marijke de Smedt (BEL)  | 102.                   |
| 173                    | Fien Delbaere (BEL)     | 58.                    |
| 174                    | Ann-Sophie Duyck (BEL)  | 66.                    |
| 175                    | Céline van Houtum (NED) | 108.                   |
| 176                    | Kylie Waterreus (NED)   | 59.                    |

| NXTG Racing NXG | NXTG Racing NXG       | NXTG Racing NXG |
| --------------- | --------------------- | --------------- |
| Nr.             | Rytter                | Placering       |
| 181             | Mylène de Zoete (NED) | 105.            |
| 182             | Julia Borgström (SWE) | DNF             |
| 183             | Amelia Sharpe (GBR)   | 76.             |
| 184             | Catalina Soto (CHI)   | 51.             |
| 185             | Charlotte Kool (NED)  | DNF             |
| 186             | Emily Wadsworth (GBR) | 104.            |

| Parkhotel Valkenburg PHV | Parkhotel Valkenburg PHV  | Parkhotel Valkenburg PHV |
| ------------------------ | ------------------------- | ------------------------ |
| Nr.                      | Rytter                    | Placering                |
| 191                      | Mischa Bredewold (NED)    | 88.                      |
| 192                      | Nina Buysman (NED)        | 73.                      |
| 193                      | Femke Gerritse (NED)      | 74.                      |
| 194                      | Lieke Nooijen (NED)       | 61.                      |
| 195                      | Marit Raaijmakers (NED)   | 70.                      |
| 196                      | Amber van der Hulst (NED) | DNF                      |

| Rupelcleaning-Champion lubricants RUP | Rupelcleaning-Champion lubricants RUP | Rupelcleaning-Champion lubricants RUP |
| ------------------------------------- | ------------------------------------- | ------------------------------------- |
| Nr.                                   | Rytter                                | Placering                             |
| 201                                   | Svenja Betz (GER)                     | DNF                                   |
| 202                                   | Antonia Gröndahl (FIN)                | DNF                                   |
| 203                                   | Isabelle Beckers (BEL)                | DNF                                   |
| 204                                   | Mia Griffin (IRL)                     | DNF                                   |
| 205                                   | Alice Sharpe (IRL)                    | DNF                                   |
| 206                                   | Sara Van de Vel (BEL)                 | 67.                                   |

| Tibco-Silicon Valley Bank TIB | Tibco-Silicon Valley Bank TIB | Tibco-Silicon Valley Bank TIB |
| ----------------------------- | ----------------------------- | ----------------------------- |
| Nr.                           | Rytter                        | Placering                     |
| 211                           | Eva Buurman (NED)             | 60.                           |
| 212                           | Sarah Gigante (AUS)           | 41.                           |
| 213                           | Tanja Erath (GER)             | 99.                           |
| 214                           | Kristen Faulkner (USA)        | 7.                            |
| 215                           | Nina Kessler (NED)            | 90.                           |
| 216                           | Lauren Stephens (USA)         | 10.                           |

| Valcar-Travel & Service VAL | Valcar-Travel & Service VAL | Valcar-Travel & Service VAL |
| --------------------------- | --------------------------- | --------------------------- |
| Nr.                         | Rytter                      | Placering                   |
| 221                         | Elisa Balsamo (ITA)         | 4.                          |
| 222                         | Chiara Consonni (ITA)       | 77.                         |
| 223                         | Vittoria Guazzini (ITA)     | 28.                         |
| 224                         | Silvia Persico (ITA)        | 82.                         |
| 225                         | Eleonora Gasparrini (ITA)   | DNF                         |
| 226                         | Ilaria Sanguineti (ITA)     | 83.                         |

| A.R. Monex Women's ASA | A.R. Monex Women's ASA        | A.R. Monex Women's ASA |
| ---------------------- | ----------------------------- | ---------------------- |
| Nr.                    | Rytter                        | Placering              |
| 231                    | Marija Novolodskaja (RUS)     | 16.                    |
| 232                    | Katia Ragusa (ITA)            | 14.                    |
| 233                    | Lizbeth Salazar (MEX)         | 55.                    |
| 234                    | Arlenis Sierra (CUB)          | 15.                    |
| 235                    | Maria Vittoria Sperotto (ITA) | 106.                   |
| 236                    | Jade Teolis (FRA)             | DNF                    |